# Валзолда
Валзолда (итал. Valsolda) је насеље у Италији у округу Комо, региону Ломбардија.
Према процени из 2011. у насељу је живело 105 становника. Насеље се налази на надморској висини од 609 м.

## Становништво
| 1936. | 1951. | 1961. | 1971. | 1981. | 1991. | 2001. | 2011. |
| ----- | ----- | ----- | ----- | ----- | ----- | ----- | ----- |
| 1.705 | 1.812 | 1.922 | 2.296 | 2.094 | 1.915 | 1.730 | 1.647 |